# Flattnitz
Flattnitz est un col ainsi qu'une station de ski de petite taille, situés près de Glödnitz dans le nord du Land de Carinthie en Autriche.
Ce col relie les vallées de Gurktal et Murtal à 1 400 mètres d'altitude.
Flattnitz désigne également la rivière qui coule en direction de la Gurk.

## Domaine skiable
Le domaine skiable est très peu fréquenté. Il est principalement desservi par un télésiège 2 places de conception archaïque, qui relie en près de 9 minutes le sommet du Hirnkopf (1 840 mètres). En 2009, un téléski a été construit pour agrandir le domaine d'une piste rouge. Une remontée avait été démontée dans les années 2000, à la suite d'une plainte d'un riverain. Cela a eu pour conséquence de réduire considérablement l'étendue du domaine. L'ancienne piste n'est par conséquent plus entretenue, mais figure toujours en 2011 sur le grand plan des pistes qui est situé au niveau de la caisse.
Les pistes ont été tracées artificiellement dans la forêt. Une piste de difficulté noire, fort intéressante, permet de redescendre au pied de la station, directement sous la ligne du télésiège. La deuxième piste noire du petit domaine est très étroite et s'apparente de fait plus à un "itinéraire", à réserver aux skieurs expérimentés. La deuxième piste principale de redescente en vallée - la Familienabfahrt - est plus appropriée pour les skieurs de niveau débutant car possédant une pente relativement faible. Un domaine pour débutants est situé directement au niveau du parking principal.
La station est membre du regroupement de stations TopSkiPass Kärnten & Osttirol.